# Зири ибн Манад
Зири ибн Манад (араб. زيري بن مناد‎; ум. 971) — берберский военачальник, основатель династии Зиридов.

## Биография
Происходил из берберского племени санхаджи, главой которого он был. За военную помощь, оказанную первым фатимидским халифам, Зири ибн Манаду было позволено построить на склонах Джебель-Лахдара крепость Ашир, а позже основать или восстановить ещё три города: Алжир, Милиану и Медею, управление которыми он поручил своему сыну Йусуфу Бологгину.
В 959 году участвовал в завоевании Феса; по возвращении берберской армии домой правитель города был выставлен в клетке на всеобщее обозрение.
В 971 году в ходе войны с племенем зената его войско было разбито, а сам он был убит в битве. Его отрезанная голова была отправлена в Кордову, где была выставлена на базарной площади. В 1009 году его сын Зави ибн Зири после завоевания Кордовы снял голову и велел похоронить её в гробнице отца.